# Warren Cann
Warren Reginald Cann (Victoria, Columbia Británica; 20 de mayo de 1950) es un músico canadiense. Es conocido por haber sido el batería de Ultravox de 1974 a 1986. 

## Biografía
Cann es hijo de inmigrantes británicos. Había estado en diferentes bandas: La primera la formó en Londres, junto con Huw Lloyd-Langton (de Hawkwind y, después, en Widowmaker) en la guitarra y Rob Rawlins (luego en Overnight Angels) en el bajo. Quería formar parte de Sparks, pero no pudo hacerlo aunque si tuvo la oportunidad de conocer a sus miembros Russell y Ron Mael.
En 1974, Dennis Leigh (quien luego pasaría a ser John Foxx) lo llevaría a tocar en su nueva banda Tiger Lily, que luego pasaría a ser Ultravox!, y después Ultravox. 
En 1986 Cann es echado de la banda. Según Billy Currie, fue Ure quien solicitó su partida. Años después. Ure comenta en su autobiografía If I Was que este hecho fue injusto y producto de tensiones.
También colaboró con Zaine Griff, The Buggles, en un proyecto llamado Helden al lado de Hans Zimmer, la banda española Mecano y en Live Aid al lado de sus compañeros de Ultravox. Antes de retirarse de la música, se reúne con Huw Lloyd-Langton en Huw Lloyd-Langton Group alrededor de 1990.
Actualmente vive en Los Ángeles, California, Estados Unidos.